# Sinella nupa
Sinella nupa är en urinsektsart som beskrevs av Christiansen och Bellinger 1992. Sinella nupa ingår i släktet Sinella och familjen brokhoppstjärtar. Inga underarter finns listade i Catalogue of Life.